# Башенці
«Башенці» — сформована в 1874 році група радикально налаштованої молоді, переважно студентів Новоросійського університету, які поділяли погляди ідеолога народництва П.Лаврова. Назва походить від місця зібрань у башті будинку Новикова в Одесі.
Навколо лідерів «Башенців» — Г.Попка, I. Волошенка, Ф. Щербини — громадилися насамперед земляки, в тому числі вихідці зі ставропольської семінарії Є.Побєдоносцев, Л.Добровольський, П.Ульянов, а також П.Івановська, Г.Чернявська, А.Шаповалова та інші.
Дотримувалися неписаних правил ведення соціалістичної пропаганди, «ходіння в народ». Налагодили зв'язки з Лавровим, петербурзькими народниками та «Південноросійським союзом робітників», після розгрому якого прилучили до себе частину його членів, зокрема Гната й Івана Івичевичів, Г.Іванченка. В 1876 році Попко звітував про діяльність «Башенців» на з'їзді «лавристів» у Парижі.
В 1877 році гурт припинив своє існування. Щербина з дружиною (А.Шаповаловою) опинився на засланні у Вологодській губернії, Попко, Волошенко, Іванченко, брати Івичевичі пристали до київських революціонерів народників, Побєдоносцев і Ульянов повернулися на Ставрополля (нині край РФ).